# Персоналізм
Персоналі́зм (лат. persona — особа) — релігійно-ідеалістична течія в сучасній філософії, яка розглядає особу як первинну реальність і найвищу духовну цінність, а світ — як вияв творчої активності верховної особи — Бога. 

## Виникнення
Персоналізм виник наприкінці 19 ст. в США. Головними його представниками були Б.-П. Боун, В.Е.Хокінг, Е.-Ш. Брайтмен та інші. В 30-х роках 20 ст. сформувався французький варіант персоналізму (Е. Муньє, Ж. Лакруа). Персоналізм тісно пов'язаний з теїзмом.

## Погляди
Центральним у персоналізмі є поняття особи, яку розуміють не як реальну людську особу, а як «першоелемент» буття, певну духовну сутність, що їй властиві активність, воля, самосвідомість. Природа, за персоналізмом, є сукупністю духовних осіб (див. Плюралізм), яку увінчує верховна особа — Бог. Все матеріальне персоналісти розглядають як наслідок творчої активності особи або як те, що набуває значення лише тоді, коли включається у досвід особи. Хоч персоналізм є в основному різновидом об'єктивного ідеалізму, в ньому є суб'єктивно-ідеалістичні елементи, що особливо виявляються в тлумаченні процесу пізнання, де чільне місце належить індивідуальній свідомості, оцінювальній здатності окремої особи. Значну увагу персоналісти приділяють проблемам взаємин особи і суспільства, духовної і матеріальної культури, які вони розв'язують з позицій ліберального християнства. Персоналізм розвиває ідеї про ворожість особи і суспільства, характерні для екзистенціалізму. 
Деякі представники персоналізму, наприклад Муньє, піддають критиці капіталізм, виступають за соціальне (економічне й духовне) оновлення суспільства. 
Проте цей процес вони зводять до морального самовдосконалення, духовного оновлення особи. 
Головне соціальне завдання, за персоналізмом, полягає в тому, щоб «перетворити особу», а не суспільство.